# Handmade Gallery〜The Best Works of NAOTO KINE〜
「Handmade Gallery〜The Best Works of NAOTO KINE〜」（ハンドメイド・ギャラリー・ザ・ベスト・ワークス・オブ・ナオト・キネ）は、2005年11月2日に発売された2枚組コンピレーション・アルバムである。

## 概要
木根尚登が他アーティストに楽曲提供したもの、TM NETWORKの楽曲、木根自身の楽曲を中心に31曲を収録。歌詞カードには楽曲毎に木根のコメントも付いている。

## 収録曲

### Disc 1
| 全作曲: 木根尚登。 |                                     |            |            |                    |                  |      |
| #                  | タイトル                            | 作詞       | 作曲・編曲 | 編曲               | アーティスト     | 時間 |
| 1.                 | 「Clover」                          | 日置明子   | 木根尚登   | 西脇辰弥           | 日置明子         | 4:16 |
| 2.                 | 「あてのない闇」                    | 西尾佐栄子 | 木根尚登   | 浅倉大介           | 宇都宮隆         | 4:35 |
| 3.                 | 「何故…」                           | 木根尚登   | 木根尚登   | 浅倉大介           | 木村由姫         | 5:30 |
| 4.                 | 「なぐせめよりもエールを送るよ」    | 彩恵津子   | 木根尚登   | 矢島賢             | 彩恵津子         | 5:04 |
| 5.                 | 「REMEMbER ME?」                    | 木根尚登   | 木根尚登   | 小室哲哉           | 木根尚登         | 4:00 |
| 6.                 | 「LULLABY～夢のままで～」           | 吉田栄作   | 木根尚登   | 梁邦彦             | 吉田栄作         | 5:10 |
| 7.                 | 「soft parade」                     | MARC       | 木根尚登   | 葉山たけし         | globe            | 4:04 |
| 8.                 | 「Melody」                          | 森雪之丞   | 木根尚登   | 萩田光雄           | 浅香唯           | 4:11 |
| 9.                 | 「うつむきかげん」                  | 南野陽子   | 木根尚登   | 日向大介           | 南野陽子         | 3:47 |
| 10.                | 「長い影」                          | 大江千里   | 木根尚登   | 木根尚登           | 木根尚登         | 5:13 |
| 11.                | 「恋と愛の距離」                    | 来生えつこ | 木根尚登   | カバン屋           | 田中裕子         | 6:16 |
| 12.                | 「こぶし」                          | 渡辺美里   | 木根尚登   | 有賀啓雄           | 渡辺美里         | 4:25 |
| 13.                | 「彼方より〜A LONG DISTANT LOVE〜」 | 青木高貴   | 木根尚登   | 木根尚登           | スピード・ウェイ | 5:11 |
| 14.                | 「Jungle Life」                     | 田中花乃   | 木根尚登   | 湯浅公一・溝口和彦 | 椎名へきる       | 4:15 |
| 15.                | 「TWO CANDLES」                     | 神沢礼江   | 木根尚登   | 奈良部匠平         | 村井麻里子       | 4:52 |
| 16.                | 「Roots of The Tree」               | 木根尚登   | 木根尚登   | 奈良部匠平         | 木根尚登         | 6:14 |
| 合計時間:          | 合計時間:                           | 合計時間:  | 合計時間:  | 合計時間:          | 77:03            |      |

### Disc 2
| 全作曲: 木根尚登。 |                                |                        |            |            |                             |      |
| #                  | タイトル                       | 作詞                   | 作曲・編曲 | 編曲       | アーティスト                | 時間 |
| 1.                 | 「Time Passed Me By」          | 小室みつ子             | 木根尚登   | 小室哲哉   | TM NETWORK                  | 4:07 |
| 2.                 | 「さくらの花の咲くころに」     | 渡辺美里               | 木根尚登   | 清水信之   | 渡辺美里                    | 5:00 |
| 3.                 | 「seven colors」               | MARC                   | 木根尚登   | 久保こーじ | tohko                       | 4:55 |
| 4.                 | 「思い出はクレセント」         | 小室みつ子             | 木根尚登   | 奈良部匠平 | 木根尚登                    | 5:42 |
| 5.                 | 「あしたの私に会いに来て」     | 小室みつ子             | 木根尚登   | 中堅工房   | 鈴木亜美                    | 4:48 |
| 6.                 | 「Love Songは歌わない」        | 安藤芳彦               | 木根尚登   | 西平彰     | 葛城哲哉                    | 4:45 |
| 7.                 | 「GIRLFRIEND」                 | 小室みつ子             | 木根尚登   | 小室哲哉   | TM NETWORK                  | 4:55 |
| 8.                 | 「PURE SNOW」                  | 佐々木ゆう子・山本英美 | 木根尚登   | 西脇辰弥   | 佐々木ゆう子                | 5:35 |
| 9.                 | 「明日、吹く風」               | 夏野芹子               | 木根尚登   | 坂井紀雄   | 岸谷五朗                    | 5:04 |
| 10.                | 「雨上がりの天使」             | 工藤順子               | 木根尚登   | 前嶋康明   | 雪広あやか                  | 4:58 |
| 11.                | 「ホントの君 ウソの君」        | 小室みつ子             | 木根尚登   | 嶋田陽一   | 木根尚登                    | 4:53 |
| 12.                | 「UNKNOWN TOWN〜見知らぬ街〜」 | 木根尚登               | 木根尚登   | 木根尚登   | 木根尚登 featuring 森口博子 | 4:54 |
| 13.                | 「REASON」                     | 阿閉真琴               | 木根尚登   | 吉村龍太   | 宇都宮隆                    | 4:31 |
| 14.                | 「ひとりじゃないから」         | 近藤名奈               | 木根尚登   | 水島康貴   | 近藤名奈                    | 5:41 |
| 15.                | 「Fool On The Planet」         | 小室みつ子             | 木根尚登   | 小室哲哉   | TM NETWORK                  | 5:41 |
| 合計時間:          | 合計時間:                      | 合計時間:              | 合計時間:  | 合計時間:  | 75:29                       |      |

## 曲解説

### Disc 1
1. Clover / 日置明子 (1996年7月24日発売)
シングル「HOLIDAYS」収録曲。
木根自身もアルバム「Life」でセルフカバーしている。
2. あてのない闇 / 宇都宮隆 (1996年6月17日発売)
アルバム「easy attraction」収録曲。
木根自身もアルバム「キネメロ」でセルフカバーしている。
3. 何故… / 木村由姫 (1999年8月25日発売)
アルバム「First Season」収録曲。
プロデューサーの浅倉大介から直接依頼があり楽曲を制作。
木根自身もアルバム「キネメロ」でセルフカバーしている。
4. なぐせめよりもエールを送るよ / 彩恵津子 (1989年3月21日発売)
アルバム「In Bloom」収録曲。
5. REMEMbER ME? / 木根尚登 (1996年9月23日発売)
シングル曲。シングルチャート最高位9位を記録。
6. LULLABY～夢のままで～ / 吉田栄作 (1992年10月25日発売)
アルバム「THE LONG & WINDING ROAD」収録曲。
木根自身もアルバム「キネメロ」でセルフカバーしている。
7. soft parade / globe (2001年3月28日発売)
アルバム「outernet」収録曲。
8. Melody / 浅香唯 (1988年11月2日発売)
シングル曲。シングルチャート最高位1位を記録。
木根自身もアルバム「キネメロ」でセルフカバーしている。
9. うつむきかげん / 南野陽子 (1990年6月23日発売)
アルバム「Gather」収録曲。
10. 長い影 / 木根尚登 (1998年10月31日発売)
アルバム「The Beginning Place〜始まりの場所〜」収録曲。
11. 恋と愛の距離 / 田中裕子 (1989年7月1日発売)
アルバム「都会の猫たち」収録曲。
木根自身もアルバム「キネメロ」でセルフカバーしている。
12. こぶし / 渡辺美里 (2000年7月19日発売)
アルバム「Love Go Go!!」収録曲。
木根自身もアルバム「Life」でセルフカバーしている。
13. 彼方より〜A LONG DISTANT LOVE〜 / スピード・ウェイ (1978年10月5日発売)
アルバム「THE ESTHER」収録曲。
14. Jungle Life / 椎名へきる (2001年8月22日発売)
シングル曲。木根プロデュースの第1弾シングル。
15. TWO CANDLES / 村井麻里子 (1989年2月21日発売)
アルバム「TRULY」収録曲。
この曲のリメイクとして、木根のシングル曲「MY BEST FRIEND」が発売された。
16. Roots of The Tree / 木根尚登 (1992年12月12日発売)
ミニアルバム「Roots of The Tree」収録曲。

### Disc 2
1. Time Passed Me By / TM NETWORK (1987年2月26日発売)
アルバム「Self Control」収録曲。
木根自身もアルバム「REMEMBER ME?」でセルフカバーしている。
2. さくらの花の咲くころに / 渡辺美里 (1988年5月28日発売)
アルバム「ribbon」収録曲。
木根自身もアルバム「キネメロ」でセルフカバーしている。
3. seven colors / tohko (1999年7月22日発売)
アルバム「cure収録曲。
4. 思い出はクレセント / 木根尚登 (1993年2月21日)
シングル曲。
5. あしたの私に会いに来て / 鈴木亜美 (2000年2月9日発売)
アルバム「infinity eighteen vol.1」収録曲。
木根自身もアルバム「キネメロ」でセルフカバーしている。
6. Love Songは歌わない / 葛城哲哉 (1993年4月21日発売)
アルバム「DOUBLE DEALER」収録曲。
木根自身もアルバム「キネメロ」でセルフカバーしている。
7. GIRLFRIEND / TM NETWORK (1988年7月21日発売)
シングル「SEVEN DAYS WAR」収録曲。
木根自身もアルバム「浮雲」でライブバージョンであるが、セルフカバーしている。
8. PURE SNOW / 佐々木ゆう子 (1999年1月27日発売)
シングル曲。
木根自身もアルバム「キネメロ」でセルフカバーしている。
9. 明日、吹く風 / 岸谷五朗 (1992年12月2日発売)
シングル曲「あの鐘を鳴らせ」収録曲。
10. 雨上がりの天使 / 雪広あやか (2004年9月23日発売)
シングル曲。
魔法先生ネギま! 声のクラスメイトシリーズのシリーズとしてリリースされた。
11. ホントの君 ウソの君 / 木根尚登 (1995年3月8日発売)
シングル曲。映画「ユンカース・カム・ヒア」テーマ・ソング。
12. UNKNOWN TOWN〜見知らぬ街〜 / 木根尚登 featuring 森口博子 (2002年5月29日発売)
ミニアルバム「RUNNING ON」収録曲。
木根自身のソロとして同曲をリリースしている。
13. REASON / 宇都宮隆 (2001年10月25日発売)
アルバム「LOVE-iCE」収録曲。
14. ひとりじゃないから / 近藤名奈 (1995年3月15日発売)
アルバム「Better Days」収録曲。
15. Fool On The Planet / TM NETWORK (1987年2月26日発売)
アルバム「Self Control」収録曲。
木根自身もアルバム「キネバラ」でセルフカバーしている。

## クレジット
- Production Coordination：福田良昭
- Mastering Engineer：阿部充泰
- Art Direction & Design：住吉昭人 + fake graphics
- Photography：SNOW artistic
- Writter：藤井徹貫